# 星野信夫
星野 信夫（ほしの のぶお、1944年（昭和19年）2月28日 - ）は、日本の政治家。元東京都国分寺市長（3期）。

## 来歴・人物
東京都国分寺市出身。国分寺市立第一小学校、国分寺市立第二中学校、東京都立立川高等学校、慶應義塾大学経済学部卒業。
大学卒業と同時に、国分寺市内に学習塾「薬師塾」を開設。国分寺青年会議所の創設に参画したほか、国分寺の名にふさわしい文化都市を築く会初代会長、東京都生活会議連絡協議会副会長、国分寺まつり実行委員会副会長などを歴任。
2001年6月に行われた国分寺市長選挙で、現職の山崎真秀を破り初当選。市長を3期12年務めた。2013年7月任期満了に伴い退任。
退任後は国分寺市観光協会会長を務める。